# Omnisport Apeldoorn
El Omnisport Apeldoorn es un velódromo y polideportivo cubierto en Apeldoorn, Países Bajos. Diseñado por los arquitectos FaulknerBrowns, la instalación abrió sus puertas en 2008, y se divide en dos salas: una sala de ciclismo que contiene una pista de 250 m (820 pies) y una pista de atletismo de 200 m (660 pies), además de un gimnasio de voleibol. La sala de ciclismo tiene una capacidad para 5.000 espectadores, mientras que la sala de voleibol tiene una capacidad para 2000 espectadores. El Omnisport Apeldoorn es utilizado durante el día por la institución educativa ROC Aventus y es la sede del club de voleibol SV Dynamo.